# This Is Beautiful Because We Are Beautiful People
This Is Beautiful Because We Are Beautiful People ist ein Jazzalbum des Trios Toxic aus Mat Walerian mit Matthew Shipp und William Parker. Die am 15. Dezember 2015 in Brooklyn entstandenen Aufnahmen erschienen am 5. Mai 2017 auf ESP-Disk.

## Hintergrund
Dies ist das dritte Album des polnischen Multiinstrumentalisten Mat Walerian, alle für ESP-Disk und alle mit Matthew Shipp. Walerians erstes Album [ESP5007] war die letzte noch vom ESP-Disk-Gründer Bernard Stollman genehmigte Neuerscheinung. „This Is Beautiful Because We Are Beautiful People“ ist William Parkers erste Rückkehr ins Studio für ESP seit seinem ersten veröffentlichten Plattenauftritt im Jahr 1973, Frank Lowes Black Beings.
Walerian hatte zuvor seine ersten beiden Live-Aufnahmen für ESP eingespielt – The Uppercut: Live at Okuden (2015) mit Matthew Shipp, und Jungle: Live at Okuden (2016), mit Shipp und Hamid Drake. Mit dem Album Sonic Fiction (2018) setzte Matthew Shipp seine Zusammenarbeit mit Mat Walerian fort, erweitert zum Quartett um Michael Bisio und Whit Dickey.

## Titelliste
- Toxic: This Is Beautiful Because We Are Beautiful People (ESP-5011)[1]

1. Lesson (M. Walerian, W. Parker) 13:27
2. The Breakfast Club Day 1 (M. Walerian, M. Shipp, W. Parker) 19:55
3. This Is Beautiful Because We Are Beautiful People 11:11
4. The Breakfast Club Day 2 (M. Walerian, M. Shipp, W. Parker) 20:28
5. Peace and Respect 14:10

Wenn nicht anders vermerkt, stammen die Kompositionen von Mat Walerian.

## Rezeption

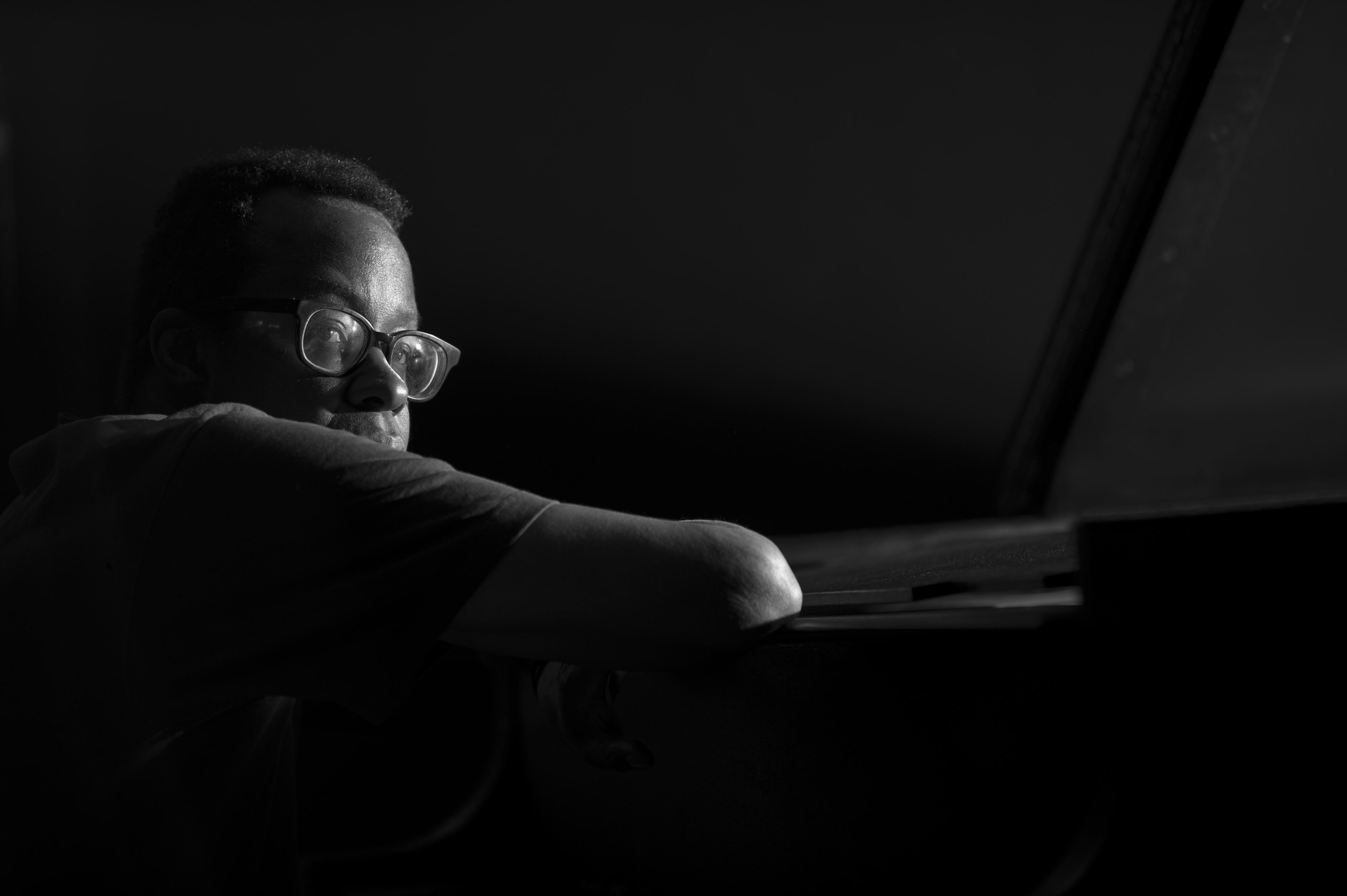
Matthew Shipp in Buffalo 2012. Foto: Marek Lazarski

Nach Ansicht von Matthew Aquiline, der das Album in All About Jazz rezensierte, biete es den Zuhörern eine neue Stufe in der musikalischen Entwicklung von Walerian; außerdem enthalte dieses Album die mitreißende Musik einer kollektiven Einheit, deren uneingeschränkte Ausdrucksformen den selbstbewussten Titel des Albums bekräftigten. Zusammenfassend lässt sich sagen, dass unterschiedliche musikalische Stimmen mit dem gemeinsamen Ziel der Einheit verschmelzen, um kompromisslos schöne Musik zu schaffen. Dies sei ganz einfach ein inspiriertes Album, das das langjährige Motto seines Labels bestätige: „Du hast noch nie in deinem Leben solche Klänge gehört.“
Thom Jurek verlieh dem Album in Allmusic vier Sterne und schrieb, während Walerians drei Alben allesamt ein wirklich gewaltiges Talent zum Vorschein bringen – eines, das sich ebenso gut mit nuanciertem Zuhören wie geschickter Improvisation und kreativer Komposition auskenne –, sei This Is Beautiful Because We Are Beautiful People von Toxic davon das tiefgründigste und umfassendste. Insgesamt sei diese Platte wirklich inspirierend.
Die Bedeutung liege darin, dass die Tracks auf „This Is Beautiful Because We Are Beautiful People“ weitaus weitläufiger und freier sind als die auf den vorangegangenen „Live at Okuden“-Alben, meint Paul Semel. Während die ersten neun Stücke des ersten „Live at Okuden“ nahtlos verliefen und wie eine ziemlich abwechslungsreiche einstündige Suite wirkten, war sie strukturell nicht so locker wie solche schönen Melodien wie der vierzehnminütige Albumabschluss „Peace and Respect“ oder das über zwanzigminütige „The Breakfast Club Day 2“. Letztendlich sei das Album insgesamt das lockerste und gleichzeitig ggressivste, das Matthew Shipp und Mat Walerian zusammen gemacht haben, außerdem sei es am wenigsten stimmungsvoll und atmosphärisch.